# Winter Passing
Pour plus de détails, voir Fiche technique et Distribution.
Winter Passing ou Au fil de l'hiver au Québec, est un film américain écrit et réalisé par Adam Rapp en 2005.

## Synopsis
Une jeune actrice se voit proposer une petite fortune pour remettre à un éditeur les lettres d'amour de son père écrivain. Après une absence de sept ans, elle est de retour au domicile parental et découvre que son père héberge de nombreux individus parmi lesquels un vagabond et un étudiant...

## Fiche technique
- Titre : Winter Passing
- Titre québécois : Au fil de l'hiver
- Réalisation : Adam Rapp
- Scénario : Adam Rapp
- Photographie : Terry Stacey
- Montage : Meg Reticker
- Musique : John Kimbrough
- Direction artistique : Lucio Seixas
- Décors : David Korins
- Costumes : Victoria Farrell
- Budget : 3,5 millions de dollars
- Format : 1.85:1 - 35mm - Couleur  - Dolby Digital
- Durée : 98 minutes

## Distribution
Légende : Version Québécoise = VQ
- Zooey Deschanel (VQ : Catherine Proulx-Lemay) : Reese Holdin
- Ed Harris (VQ : Éric Gaudry) : Don Holdin
- Will Ferrell (VQ : Daniel Picard) : Corbit
- Amelia Warner (VQ : Geneviève Désilets) : Shelly
- Mary Jo Deschanel : Mary
- Amy Madigan (VQ : Johanne Léveillé) : Lori Lansky
- Sam Bottoms : Brian
- Deirdre O'Connell (VQ : Linda Roy) : Deirdre
- Dallas Roberts (VQ : Patrick Chouinard) : Ray
- Rachel Dratch : Female MC
- John Bedford Lloyd : Leontes

## Autour du film
- Premier long-métrage d'Adam Rapp, Winter Passing a été tourné à New York.
- Winter Passing marque le premier contre-emploi de Will Ferrell, plus habitué à jouer des comédies loufoques. De plus, il retrouve Zooey Deschanel, sa covedette du film Elfe.
- Mary-Jo Deschanel, qui incarne Mary, est la mère de Zooey Deschanel. Amy Madigan est l'épouse d'Ed Harris.